# Dwin (miejscowość)
Dwin – wieś w Armenii, w prowincji Ararat. W 2011 roku liczyła 2751 mieszkańców.